# Leucospis fuelleborniana
Leucospis fuelleborniana är en stekelart som beskrevs av Günther Enderlein 1903. Leucospis fuelleborniana ingår i släktet Leucospis och familjen Leucospidae. Inga underarter finns listade i Catalogue of Life.